# Philipp Makolies
Philip Makolies (født 24. august) er guitarist og pianist for det tyske pop-band, Polarkreis 18. Hans idé til bandets image og musikgenre, gav succes. Han ville rigtigt gerne have været bandets sangskriver, men han overlod jobbet til sanger, Felix Räuber. Han spillede kortvarigt i punkbandet, Das Hotdog, der var sjofelt og for alternativt til Philip. Han er gift og har fire børn. Han kan godt lide bands som Die Ãrtze, hvor nummeret Junge er hans yndlings-sang. [kilde mangler]